# Elina Hietamäki
Anna Elina Hietamäki nata Pienimäki (Oulu, 20 luglio 1976) è un'ex fondista finlandese.

## Biografia
In Coppa del Mondo esordì il 25 novembre 1995 a Vuokatti (64ª) e ottenne il primo podio il 19 gennaio 2003 a Nové Město na Moravě (3ª).
In carriera prese parte a due edizione dei Giochi olimpici invernali, Salt Lake City 2002 (14ª nella sprint, 40ª nell'inseguimento) e Torino 2006 (42ª nella sprint, 33ª nell'inseguimento), e a due dei Campionati mondiali (8ª nella sprint a Lahti 2001 il miglior risultato).

## Palmarès

### Coppa del Mondo
- Miglior piazzamento in classifica generale: 7ª nel 2009
- 4 podi (2 individuali, 2 a squadre[1]):
  - 1 secondo posto (a squadre)
  - 3 terzi posti (2 individuali, 1 a squadre)